# Lolua

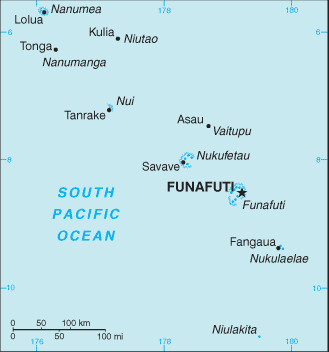
Mapa de Tuvalu.

Lolua es una pequeña aldea del país de Tuvalu, situada en el islote de Nanumea. Es la sede administrativa y capital del atolón Nanumea. 
Se encuentra a unos 465 kilómetros al noreste de la isla de Funafuti, en la que está situada la capital del país.
- Datos: Q13077263